# Parco del Valentino

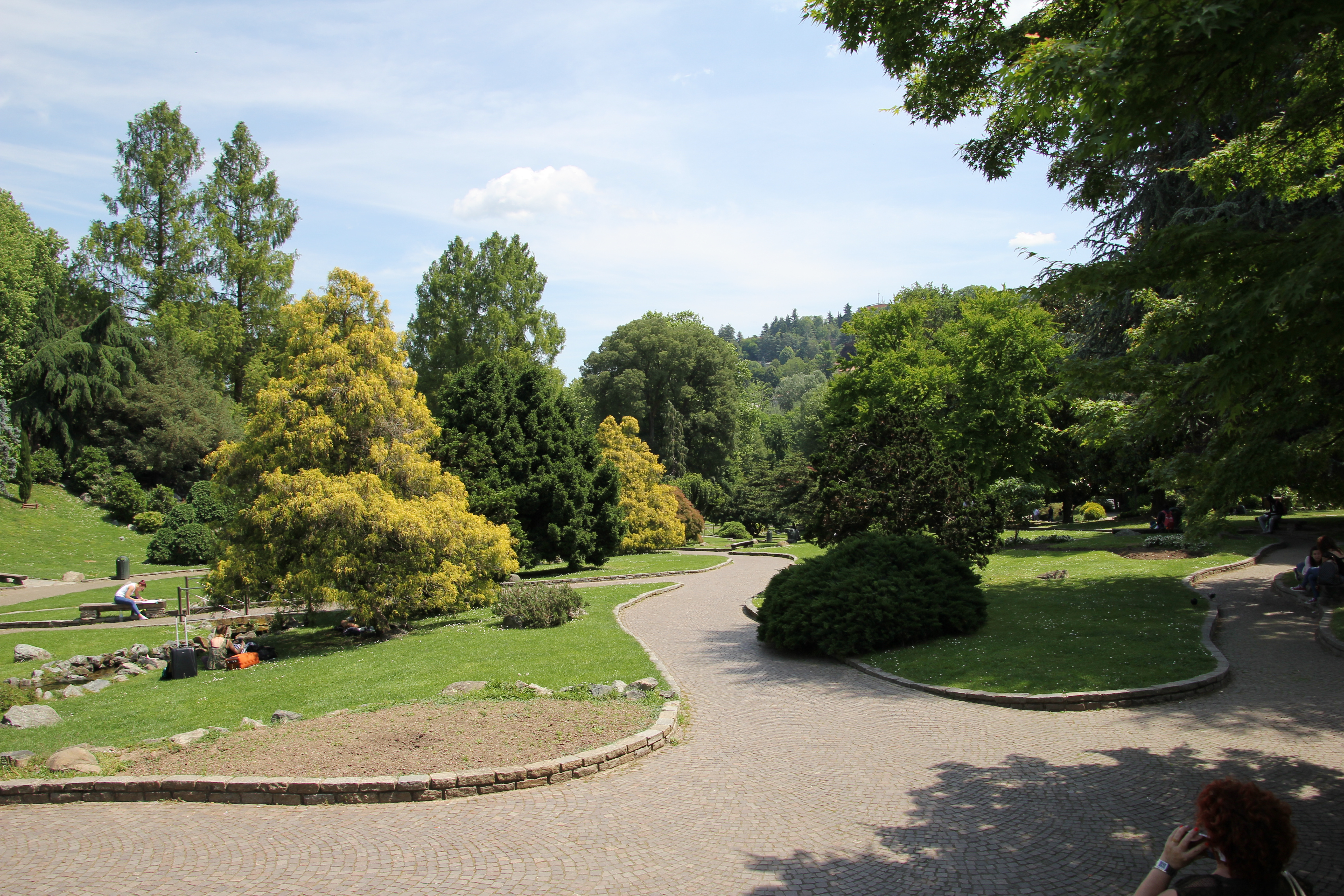
Grünzone und Wege im Park

Der Parco del Valentino (deutsch Valentinspark, piemontesisch Parch dël Valentin, umgangssprachlich auch einfach ël Valentin) ist eine öffentliche Parkanlage der italienischen Metropole Turin mit internationaler Bekanntheit. Er liegt auf der orographisch linken Seite des Po.

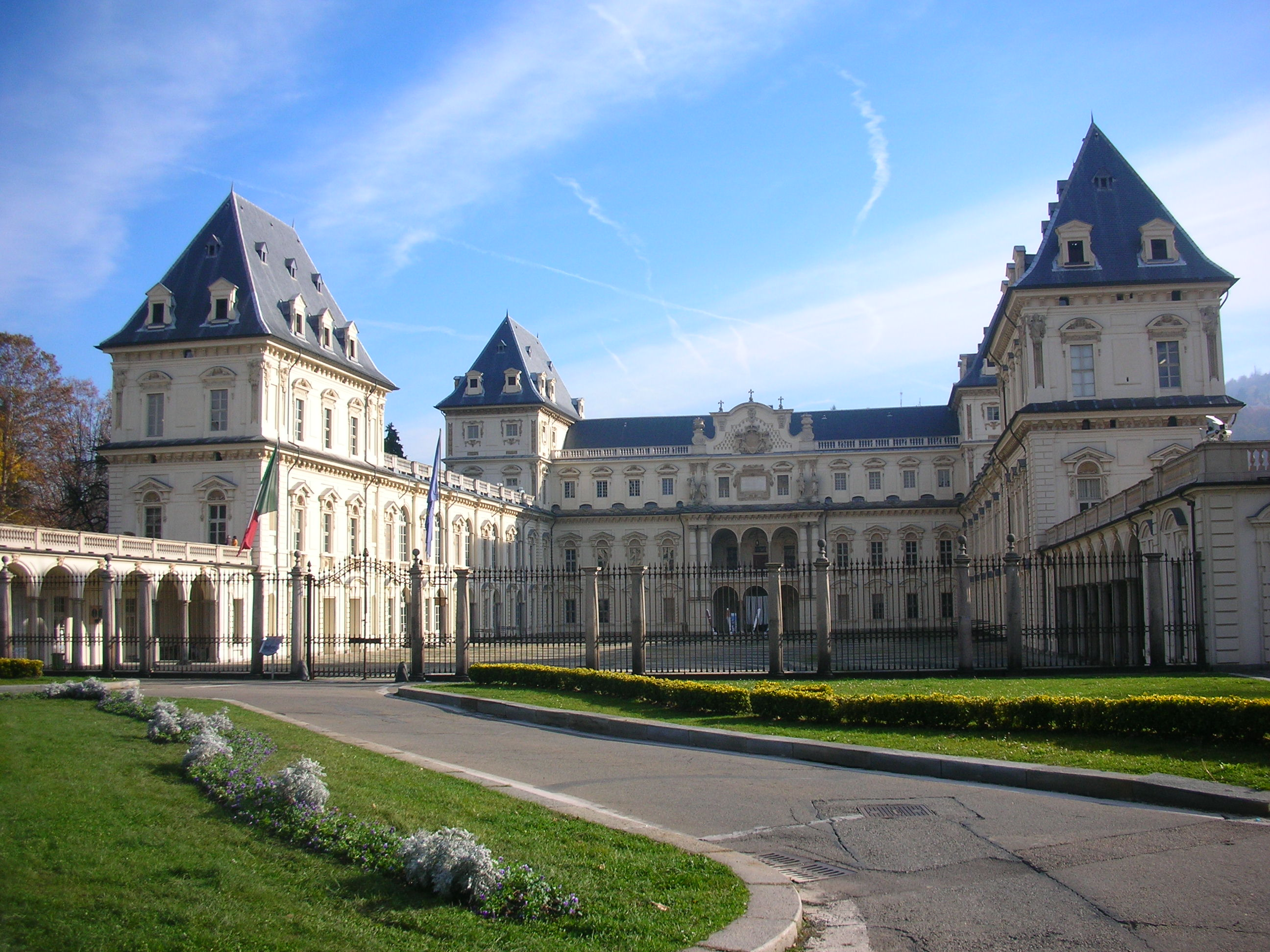
Das Castello del Valentino

Der Park erstreckt sich über eine Fläche von 42 Hektar. Er ist der schönste Stadtpark und das zweitgrößte derartige Gebiet Turins nach dem Parco della Pellerina, der vorwiegend als Sportareal genutzt wird. Der Valentinspark umfasst das Gebiet links des Flusses zwischen den Straßenbrücken Ponte Isabella und Ponte Umberto I. Er wird stadtseitig vom Corso Vittorio Emanuele II, dem Corso Massimo d’Azeglio, der Viale Matteo Maria Boiardo und dem Corso Federico Sclopis begrenzt.
Im Süden schließt das Areal der Messehallen von Turin an den Stadtpark an.

## Geschichte
Der Name der Örtlichkeit wird auf eine vermutete spätantike oder frühmittelalterliche christliche Kapelle zurückgeführt, die auf den Namen des Heiligen Valentin geweiht gewesen sei und auch einen Teil von dessen Reliquien gehütet habe. Diese kleine Kirche wäre in unbekannter Zeit verschwunden, worauf die Valentinsreliquien in die nahe gelegene Kirche San Vito gelangt seien.
Im Gelände vor der Stadt am Po besaß ein Zweig der adligen Familie der Biraghi aus Mailand ein Landhaus. Im 16. Jahrhundert erwarb Herzog Emanuel Philibert von Savoye dieses Areal, auf dem im 17. Jahrhundert das Castello del Valentino als Sommerresidenz der herzoglichen Familie gebaut wurde, das heute zum UNESCO-Kulturerbe zählt. Die Umgebung nördlich und südlich des Schlosses mit einem Teil der ehemaligen Auenlandschaft am Fluss erhielt die Gestalt eines barocken Schlossparks.

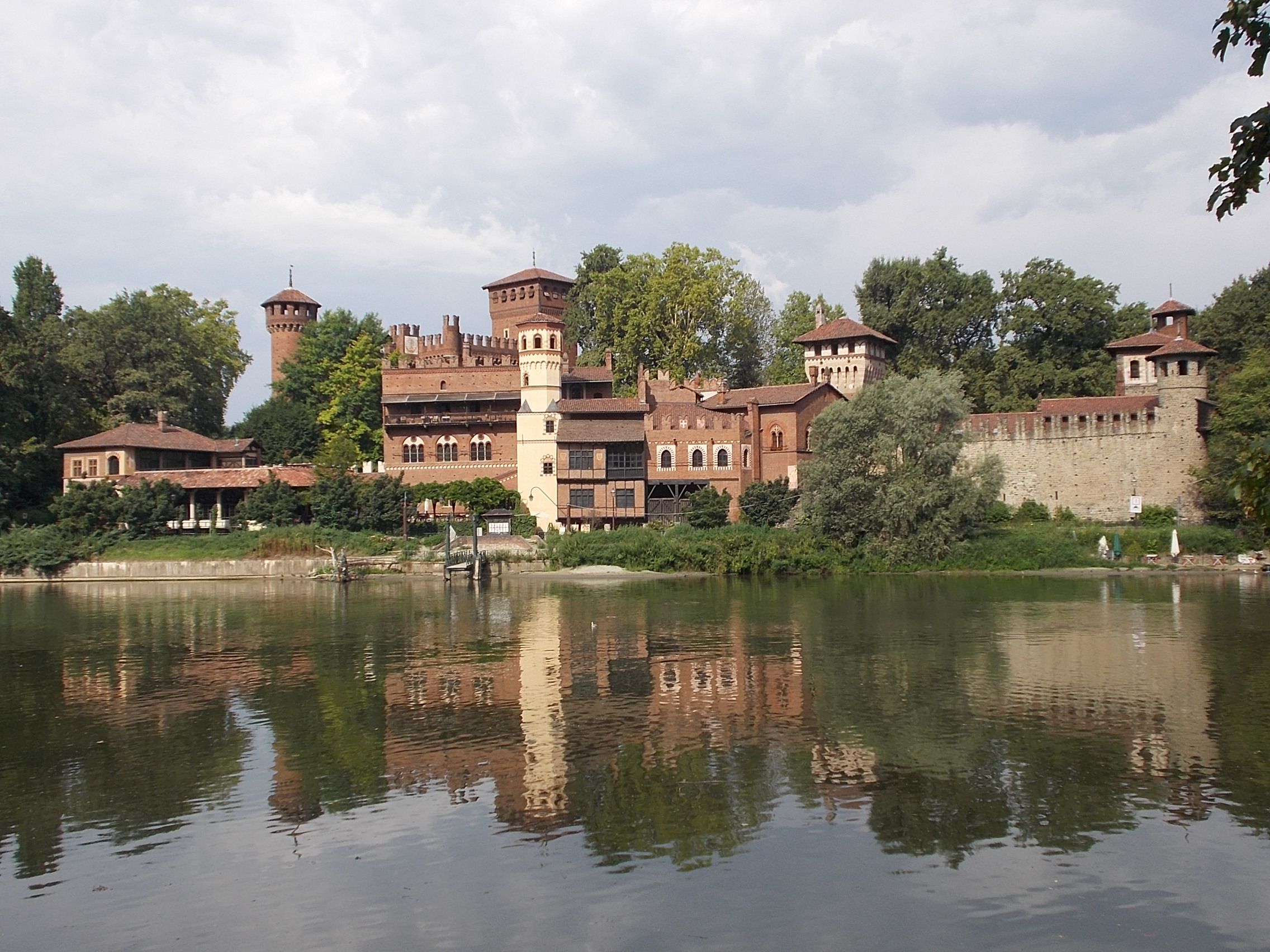
Die nachgebaute historisierende Siedlung Borgo medievale im Valentinspark

Nachdem im frühen 19. Jahrhundert die Stadtmauern von Turin abgebrochen worden waren, entwickelte sich der Schlosspark in den 1860er Jahren nach Plänen des französischen Landschaftsarchitekten Jean-Pierre Barillet-Deschamps zu einem vielfältigen romantischen Stadtpark mit verschiedenen Sektoren und Einrichtungen.
Auf die Allgemeine italienische Ausstellung von 1884 realisierte der Architekturhistoriker und Denkmalpfleger Alfredo d’Andrade im südlichen Bereich des Parks eine historisierende Baugruppe, die unter dem Namen Borgo medievale di Torino eine mittelalterliche Mustersiedlung mitsamt einer Burg darstellt; die Bauformen sind von mittelalterlichen Burgen des Piemonts und des Aostatals abgeleitet. Gestalterische Entwürfe für das Bauprojekt lieferte der archäologische Zeichner Giovanni Vacchetta. Das neu gebaute mittelalterliche Städtchen wird bis in die Gegenwart für kulturelle Veranstaltungen benützt. Es verfügt über einen besonderen historischen Pflanzgarten.
Im Jahr 1911 fand im Parco del Valentino die Esposizione internazionale dell’Industria e del Lavoro statt.
Zwischen 1935 und 1955 fand im Parco del Valentino insgesamt siebenmal das international bedeutsame Automobilrennen Gran Premio del Valentino bzw. Gran Premio di Torino statt. In die Siegerlisten trugen sich Größen wie Tazio Nuvolari, Achille Varzi oder Alberto Ascari ein. Kurz nach dem Zweiten Weltkrieg führte der italienische Automobilclub ACI in der Parkanlage vor 26.000 Zuschauern den Großen Preis von Italien 1948 durch. 1952 und 1955 war der Gran Premio ein Formel-1-Rennen ohne Weltmeisterschaftsstatus.
Im Castello del Valentino innerhalb des Parks befindet sich der Sitz der Fakultät Architektur des Politecnico di Torino.

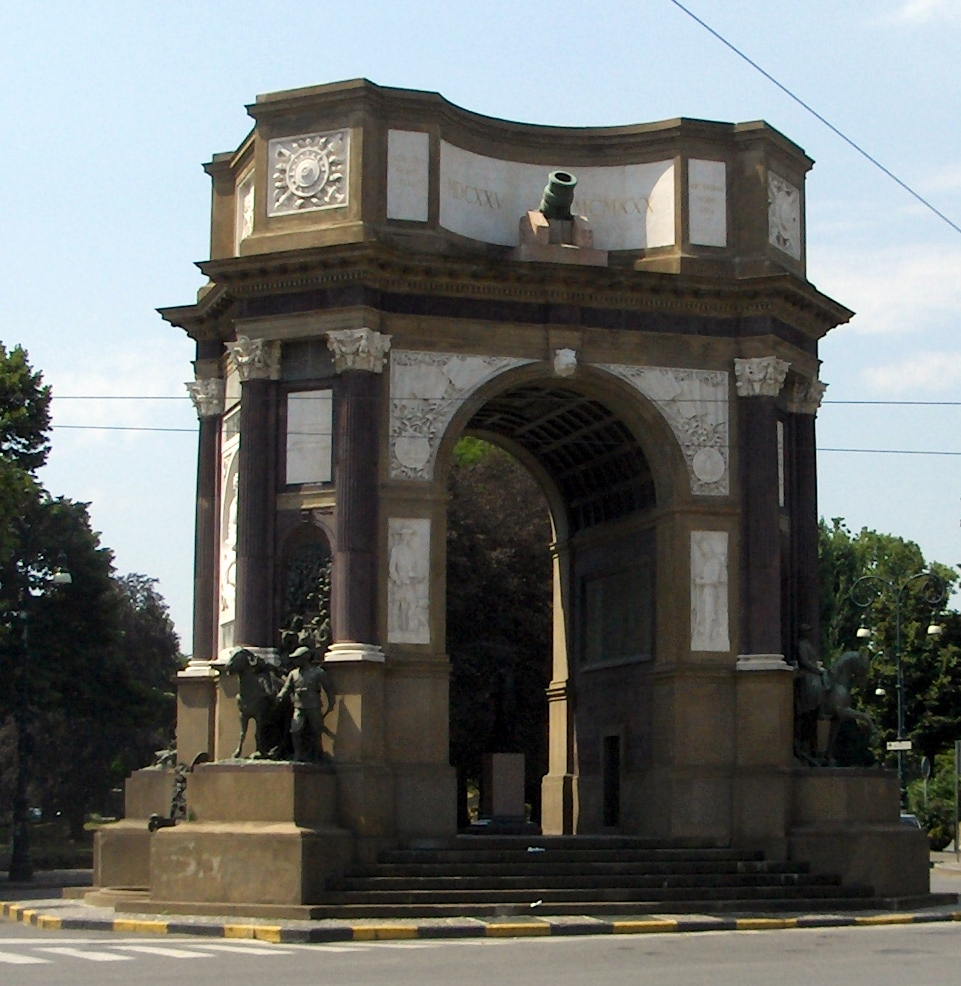
Das Artilleriedenkmal

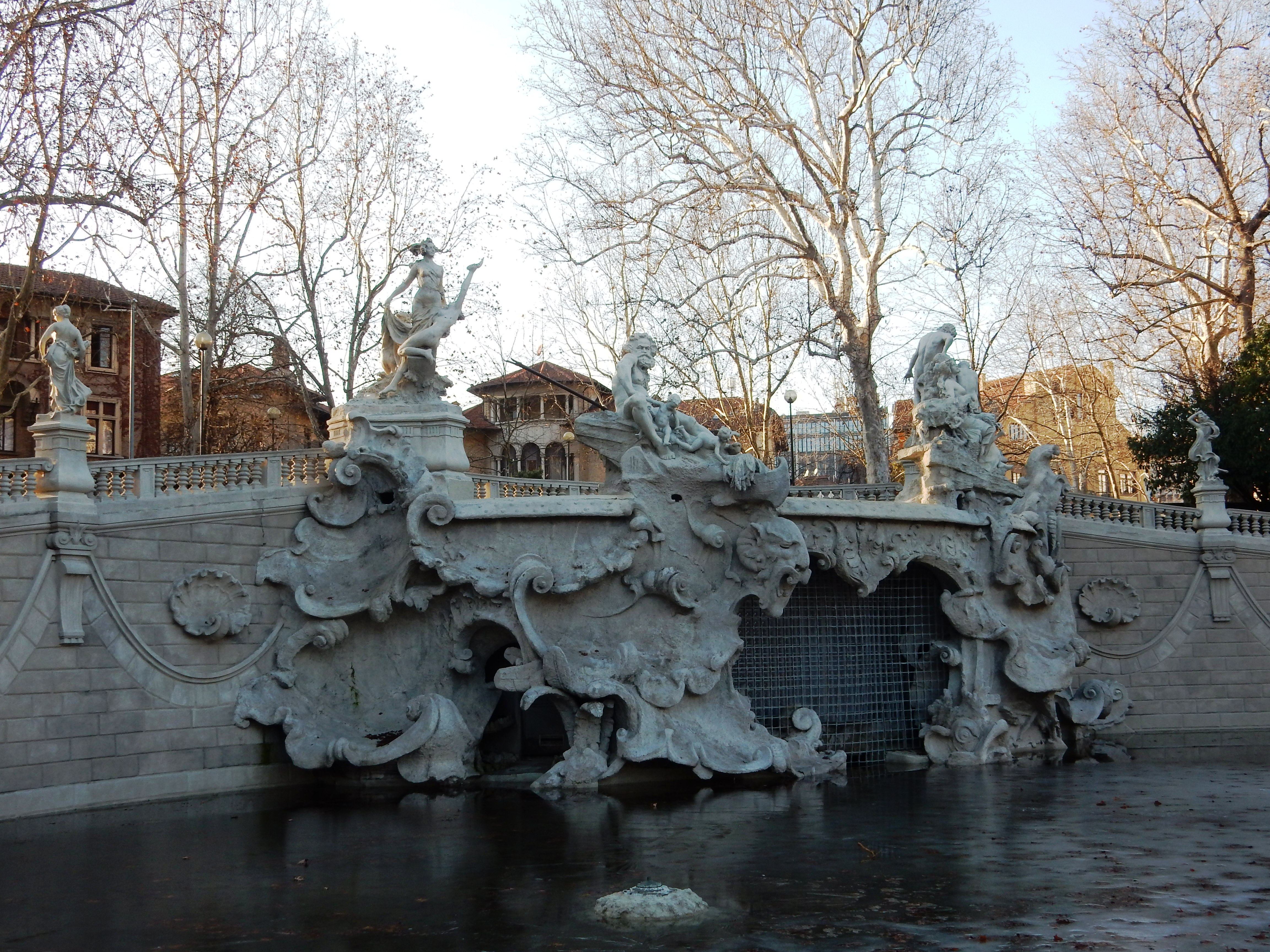
Der Zwölf-Monate-Brunnen

## Anlage und Ausstattung
Das Areal wird von einzelnen kleinen Straßen durchquert, verfügt über viele Parkplätze und ist in den Grünzonen durch ein unregelmäßiges Wegenetz erschlossen. Neben großen Rasenflächen und zahlreichen Baumgruppen mit rund 1800 Hochstammbäumen gibt es im Park Blumenrabatten und kleine künstliche Gewässer. Dem befestigten Flussufer entlang führt ein Uferweg.
Bekannte historische Einzelobjekte und Kunstwerke im Parco del Valentino sind besonders der Zwölf-Monate-Brunnen von Carlo Ceppi, der 1930 eingeweihte Triumphbogen zu Ehren der Artillerie des Bildhauers Pietro Canonica, die Reiterstatue von 1902 für Amadeus I. von Savoyen (1845–1890), Herzog von Aosta, sowie Statuen oder Büsten des Schriftstellers und Politikers Massimo d’Azeglio, des Chemikers und Entdeckers des Nitroglycerins Ascanio Sobrero, des Trentiner Irredentisten Cesare Battisti, des Dichters Nino Costa und des Botanikers Giuseppe Ratti. Das Denkmal des ersten zivilen Linienfluges in Italien, der im Jahr 1926 durch die Luftfahrtgesellschaft Società Italiana Servizi Aerei von Turin über Pavia und Venedig nach Triest ausgeführt wurde, zeigt die Stelle am Flussufer an, wo damals die Flugboote auf dem Po starteten.
Und auch mit den Namen der Parkstrassen erinnert die Stadt an bekannte Persönlichkeiten: die römischen Dichter Vergil und Horaz, den Architekten Carlo Ceppi, den Humanisten Pietro Andrea Mattioli, den ungarisch-italienischen Freiheitskämpfer István Türr, den Ingenieur Nikola Tesla, den Politiker Enrico Millo, an Diego Balsamo Crivelli sowie den General und Forschungsreisenden Umberto Cagni. Eine weitere Straße des Parks ist den italienischen Seeleuten gewidmet, eine andere heißt Viale Medaglie d’Oro.
In der Nähe des Borgo medievale zeigt eine Hochwassersäule die Wasserstände des Po bei den zahlreichen historischen Hochwassern an, die das Gelände des Parks überfluteten. Den höchsten gemessenen Wasserstand erreichte der Po bei Turin im Jahr 1839, als der Schlosspark 88 cm tief unter Wasser stand. Beim schweren Hochwasser im Oktober 2000 erreichte das Wasser des Po den Stand von 58 cm im Park.
Neben dem Castello del Valentino liegt das Gebiet des 1729 gegründeten Botanischen Gartens Turin, der offene Gartenbereiche, Gewächshäuser, ein Arboretum und ein botanisches Museum umfasst.
Im südlichen Abschnitt der Parklandschaft richtete Giuseppe Ratti zusammen mit dem Landschaftsarchitekten Giuseppe Roda für die botanische Ausstellung Flor ’61, eine Schau zur Internationalen Ausstellung anlässlich der Jahrhundertfeier auf die italienische Einigung – der Esposizione Internazionale e del centenario dell’unità d’Italia – einen ausgedehnten Felsengarten ein, den Giardino Roccioso, ein reiches Arrangement von Biotopen und Steingruppen mit vielen Wegen und Sitzgelegenheiten für die Passanten. In diesem Bereich ließ die Stadt Turin später zusätzlich ein Sensorium, eine Erlebnisausstellung speziell für Personen mit körperlicher Beeinträchtigung einrichten. Ein Teil des Felsengartens ist in jüngerer Zeit dem 3. Alpiniregiment gewidmet worden, das zur Alpinibrigade Taurinense gehört. 1965 ergänzte Piero Bartolotti den Felsengarten um ein Rosarium, das inzwischen mit rund 2000 Rosen bepflanzt ist und auch einen Teil der botanischen Ausstellung Flor ’92 bildete.
Am Ufer des Po befinden sich im Bereich des Stadtparks verschiedene nautische Anlagen, so etwa Anlegestellen für die Flussschifffahrt und die Bootshäuser der Reala Società Canottieri Cerea, der Società Canottieri Armida und des Canoa Club Torine. Im Parkgelände sind außerdem die Anlagen des Tennisclubs Villa Glicini und des Fechtclubs Club Scherma Torino.
Im Park gibt es mehrere Verpflegungsangebote so wie das Caffè del borgo medievale, den Chiosco del borgo, das Caffè Vergnano 1882 im Schloss, das Restaurant des Armida-Kanuclubs und weitere Lokale.